# Capitale libraria

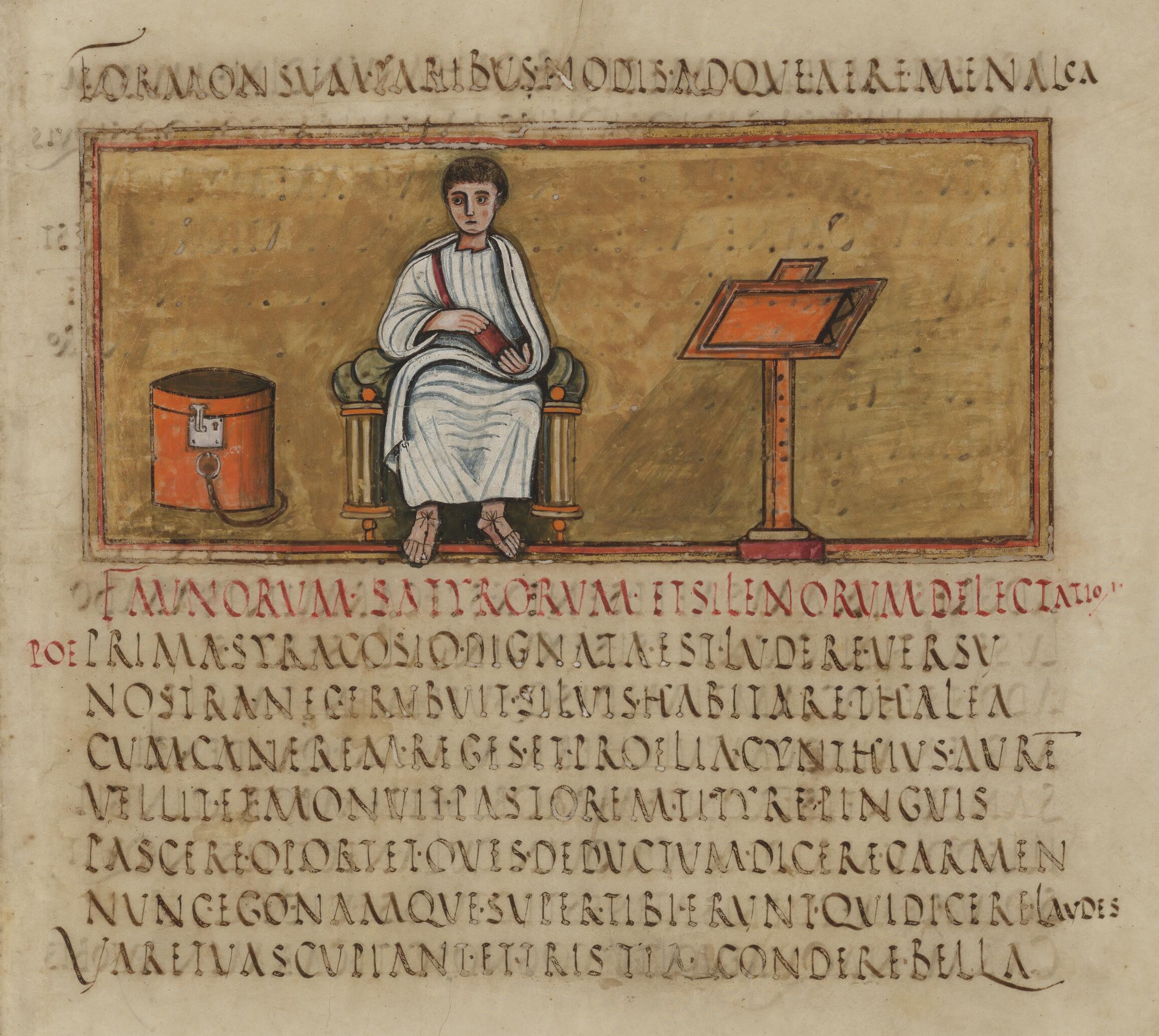
Folio 14 recto del Vergilius romanus, del V secolo, che contiene un ritratto di Virgilio.

La capitale libraria, detta anche actuaria, è una scrittura calligrafica maiuscola dell'antica Roma. 

## Descrizione
La capitale libraria è un adattamento della scrittura epigrafica romana nella sua forma consueta. È simile alla capitale quadrata e documentaria ma con forme meno rigide, avendo più influenza sulla scrittura con penna e inchiostro su papiro e pergamena che sui caratteri usati nelle iscrizioni. Le lettere sono sottili e strette, usano molte più linee curve delle capitali lapidarie e hanno i tratti discendenti che si estendono al disotto della linea di base.
Il più antico frammento di papiro recante un testo in capitale libraria fu rinvenuto presso Saqqara, in Egitto ed è databile tra il 50 ed il 20 a.C. Questa scrittura fu usata tra il I secolo a.C. e il IX secolo, in maniera maggiore tra il IV e il VI secolo. All'incirca ne sopravvivono 50 manoscritti, incluse quattro copie di opere di Virgilio (inclusi il Vergilius Vaticanus, il Vergilius romanus e il Vergilius laurentianus), una copia di un'opera di Publio Terenzio Afro e una di Prudenzio. La capitale libraria fu usata molto più dai pagani che dai cristiani: le uniche opere di autori cristiani in capitale libraria sono quelle di Prudenzio e di Sedulio.
Dopo il V secolo la capitale libraria incominciò a non essere più di uso comune; il suo utilizzo si restrinse ai titoli ed alle iniziali, mentre l'onciale fu usata per il resto del testo.
Nel XX secolo tra gli studiosi questa forma di scrittura era definita anche capitalis rustica. Oggi il termine è in disuso.